# Rassvet (ISS)

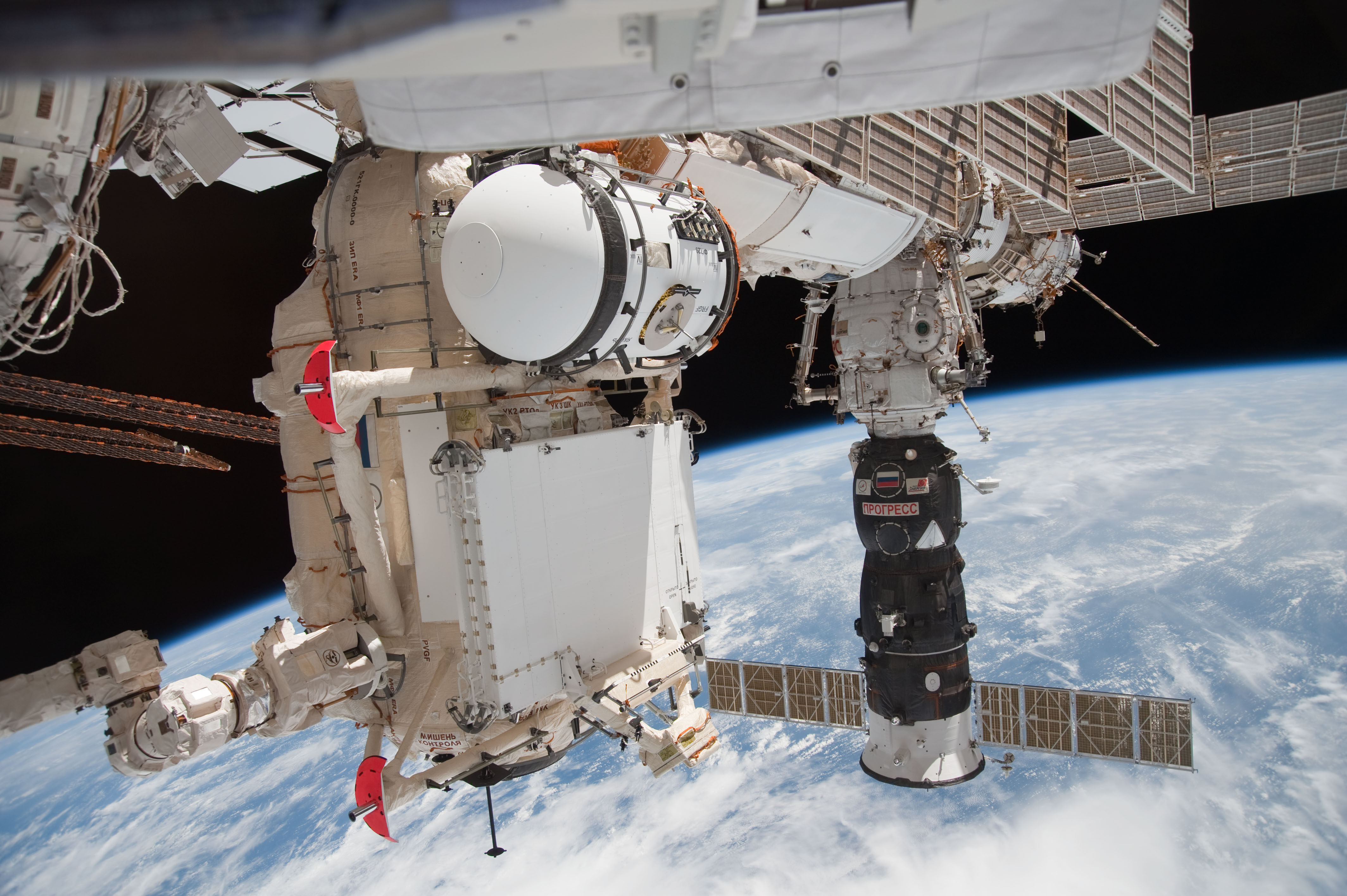
Rassvet på den dockades med Zarja

Rassvet (ryska: Рассвет, som betyder Gryning), tidigare känd som Mini-Research Module 1 (MRM-1) eller Docking Cargo Module (DCM) är ett av Rysslands senaste tillägg till Internationella rymdstationen ISS. Modulen används som lagringsutrymme och för dockningar med farkoster som använder det ryska dockningssystemet. Modulen sköts upp den 14 maj 2010 med rymdfärjan Atlantis och modulen anslöts till Zarjas nadirport, den 18 maj 2010.
Modulen byggdes av redan existerande delar, dessa delar skulle ha använts till den ryska Science Power Platform. 

## Anslutningar
Rassvet har två anslutningar: zenit (upp) och nadir (under).
- Zenit: Här är modulen ansluten till Zarjas nadirport.
- Nadir: Anslutningsplats för de ryska farkosterna Sojuz och/eller Progress.

## Dimensioner och vikt
- Diameter: 2,35 m
- Längd: 6,0 m
- Vikt: 4 700 kg
- Trycksat volym: 17,4 m3

## Uppskjutning
Modulen sköts upp med rymdfärjan Atlantis den 14 maj 2010. Under flygningen kallade STS-132. Under uppskjutningen var bland annat ESA:s experiment luftsluss och reservdelar till European Robotic Arm monterade på utsidan av modulen.

## Dockningar
|  | Farkost       | Port  | Dockning (UTC)           | Urdockning (UTC)         |
|  | ------------- | ----- | ------------------------ | ------------------------ |
|  | Zarja         | Zenit | 18 maj 2010, 12:19:45    |                          |
|  | Sojuz TMA-19  | Nadir | 28 juni 2010, 03:38      | 26 november 2010, 01:23  |
|  | Sojuz TMA-20  | Nadir | 17 december 2010, 20:12  | 23 maj 2011, 21:35       |
|  | Sojuz TMA-02M | Nadir | 9 juni 2011, 21:18       | 21 november 2011, 23:00  |
|  | Sojuz TMA-03M | Nadir | 23 december 2011, 15:19  | 1 juli 2012, 04:48       |
|  | Sojuz TMA-05M | Nadir | 17 juli 2012, 04:51      | 18 november 2012, 22:26  |
|  | Sojuz TMA-07M | Nadir | 21 december 2012, 14:09  | 13 maj 2013, 23:08       |
|  | Sojuz TMA-09M | Nadir | 29 maj 2013, 02:10       | 10 november 2013, 23:26  |
|  | Sojuz TMA-11M | Nadir | 7 november 2013, 10:27   | 13 maj 2014, 22:36       |
|  | Sojuz TMA-13M | Nadir | 29 maj 2014, 19:57       | 10 november 2014, 00:31  |
|  | Sojuz TMA-15M | Nadir | 23 november 2014, 01:01  | 11 juni 2015, 10:20      |
|  | Sojuz TMA-17M | Nadir | 23 juli 2015, 02:45      | 11 december 2015, 09:49  |
|  | Sojuz TMA-19M | Nadir | 15 december 2015, 17:33  | 18 juni 2016, 05:52      |
|  | Sojuz MS-01   | Nadir | 9 juli 2016, 04:06       | 30 oktober 2016, 00:35   |
|  | Sojuz MS-03   | Nadir | 19 november 2016, 21:58  | 2 juni 2017, 10:47       |
|  | Sojuz MS-05   | Nadir | 28 juli 2017, 21:54      | 14 december 2017, 05:14  |
|  | Sojuz MS-07   | Nadir | 19 december 2017, 08:39  | 3 juni 2018, 09:16       |
|  | Sojuz MS-09   | Nadir | 8 juni 2018, 13:01       | 20 december 2018, 01:42  |
|  | Sojuz MS-12   | Nadir | 15 mars 2019, 01:01      | 3 oktober 2019, 07:37    |
|  | Sojuz MS-17   | Nadir | 14 oktober 2020, 08:48   | 19 mars 2021             |
|  | Sojuz MS-18   | Nadir | 9 april 2021, 11:05:07   | 28 september 2021, 12:21 |
|  | Sojuz MS-19   | Nadir | 5 oktober 2021, 12:22:31 | 30 mars 2022, 07:21:03   |
|  | Sojuz MS-22   | Nadir | 21 september 2022, 17:06 | 28 mars 2023, 09:57      |
|  | Sojuz MS-24   | Nadir | 15 september 2023, 18:53 | 6 april 2024, 03:54      |
|  | Sojuz MS-26   | Nadir | 11 september 2024, 19:32 | 19 april 2025, 21:57:33  |